# سفارت ایرلند در لندن
سفارت ایرلند در لندن (به انگلیسی: Embassy of Ireland) یک منطقهٔ مسکونی و نمایندگی سیاسی این کشور در بریتانیا است که در شهر وست‌مینستر واقع شده‌است.